# Калмыков, Григорий Одиссеевич
Калмыков, Григорий Одиссеевич (21 ноября 1873 — 1942) — русский художник-пейзажист, выпускник Императорской Академии художеств.
Родился в г. Керчь. В 1889 г. был учеником И. К. Айвазовского в Феодосии, в 1893 г. окончил Одесскую рисовальную школу, в которой был учеником К. Костанди, а с 1893 по 1895 гг. учился в Императорской академии художеств и был одним из самых талантливых учеников А. Куинджи. В 1895 он получил звание классного художника 3-й степени, а в 1897 г. — звание художника. В 1900 г. состоялась его персональная выставка в Санкт-Петербурге, в 1901 г. демонстрировал свои работы в Мюнхене. С 1910 являлся членом общества имени Куинджи. Жил в Санкт-Петербурге (Ленинграде). Погиб в 1942 г. во время блокады Ленинграда.
Калмыков писал в основном пейзажи на морскую тему, часто ездил в Крым. Его кисти принадлежат такие работы, как «Лунная ночь в Кикенеизе», «Туманное утро», «Прибой у железных скал» и «Сумерки». В 1930-е написал несколько картин для Музея Арктики и Антарктики и для Музея Ленинградского горного института.
Работы Калмыкова демонстрировались в Третьяковской галерее, Государственном Русском музее, выставлялись на аукционах.